# 拉迪卡·潘迪特
拉迪卡·潘迪特 (1984年3月7日—) 是一位印度女演员，主要出演卡纳达语电影。 拉迪卡·潘迪特生于班加罗尔。 她從2007年開始演戲。她的丈夫是亞許。在她結婚後，拉迪卡·潘迪特就選擇息影。